# Lista de campeãs do Campeonato Mundial de Ginástica Artística
Abaixo a lista das ginastas medalhistas do Campeonato Mundial, desde a edição artística realizada em 1934, na cidade de Budapeste.

## Ginástica artística

### Individual geral
| Evento            | Ouro                                 | Prata                 | Bronze                       |
| ----------------- | ------------------------------------ | --------------------- | ---------------------------- |
| 1934 Budapeste    | Vlasta Dekanová                      | Margit Koloczy        | Janina Skyrlinska            |
| 1938 Praga        | Vlasta Dekanová                      | Zdenka Vjerzimirsková | Matulda Palfyeva             |
| 1950 Basel        | Helena Rakoczy                       | Anna Pettersson       | Gertchen Kolar               |
| 1954 Roma         | Galina Rudiko                        | Eva Bosáková          | Helena Rakoczy               |
| 1958 Moscou       | Larissa Latynina                     | Eva Bosáková          | Tamara Manina                |
| 1962 Praga        | Larissa Latynina                     | Věra Čáslavská        | Irina Pervushina             |
| 1966 Dortmund     | Věra Čáslavská                       | Natalia Kuchinskaya   | Keiko Ikeda                  |
| 1970 Liubliana    | Ludmilla Tourischeva                 | Erika Zuchold         | Zinaida Voronina             |
| 1974 Varna        | Ludmilla Tourischeva                 | Olga Korbut           | Angelika Hellmann            |
| 1978 Estrasburgo  | Elena Mukhina                        | Nellie Kim            | Natalia Shaposhnikova        |
| 1979 Ft. Worth    | Nellie Kim                           | Maxi Gnauck           | Melita Ruhn                  |
| 1981 Moscou       | Olga Bicherova                       | Maria Filatova        | Yelena Davydova              |
| 1983 Budapeste    | Natalia Yurchenko                    | Olga Mostepanova      | Ecaterina Szabo              |
| 1985 Montreal     | Oksana Omelianchik Yelena Shushunova | nenhuma               | Dagmar Kersten               |
| 1987 Roterdã      | Aurelia Dobre                        | Yelena Shushunova     | Daniela Silivas              |
| 1989 Stuttgart    | Svetlana Boginskaya                  | Natalya Lashchenova   | Olga Strazheva               |
| 1991 Indianapolis | Kim Zmeskal                          | Svetlana Boginskaya   | Cristina Bontaş              |
| 1993 Birmingham   | Shannon Miller                       | Gina Gogean           | Tatiana Lysenko              |
| 1994 Brisbane     | Shannon Miller                       | Lavinia Milosovici    | Dina Kochetkova              |
| 1995 Sabae        | Lilia Podkopayeva                    | Svetlana Khorkina     | Lavinia Milosovici           |
| 1997 Lausanne     | Svetlana Khorkina                    | Simona Amanar         | Elena Produnova              |
| 1999 Tianjin      | Maria Olaru                          | Viktoria Karpenko     | Elena Zamolodchikova         |
| 2001 Gante        | Svetlana Khorkina                    | Natalia Ziganchina    | Andreea Raducan              |
| 2003 Anaheim      | Svetlana Khorkina                    | Carly Patterson       | Zhang Nan                    |
| 2005 Melbourne    | Chellsie Memmel                      | Nastia Liukin         | Monette Russo                |
| 2006 Aarhus       | Vanessa Ferrari                      | Jana Bieger           | Sandra Izbasa                |
| 2007 Stuttgart    | Shawn Johnson                        | Steliana Nistor       | Jade Barbosa Vanessa Ferrari |
| 2009 Londres      | Bridget Sloan                        | Rebecca Bross         | Koko Tsurumi                 |
| 2010 Roterdã      | Aliya Mustafina                      | Jiang Yuyuan          | Rebecca Bross                |
| 2011 Tóquio       | Jordyn Wieber                        | Viktoria Komova       | Yao Jinnan                   |
| 2013 Antuérpia    | Simone Biles                         | Kyla Ross             | Aliya Mustafina              |
| 2014 Nanning      | Simone Biles                         | Larisa Iordache       | Kyla Ross                    |
| 2015 Glasgow      | Simone Biles                         | Gabrielle Douglas     | Larisa Iordache              |
| 2017 Montreal     | Morgan Hurd                          | Ellie Black           | Elena Eremina                |
| 2018 Doha         | Simone Biles                         | Mai Murakami          | Morgan Hurd                  |
| 2019 Stuttgart    | Simone Biles                         | Tang Xijing           | Angelina Melnikova           |
| 2021 Kitakyushu   | Angelina Melnikova                   | Leanne Wong           | Kayla diCello                |
| 2022 Liverpool    | Rebeca Andrade                       | Shilese Jones         | Jessica Gadirova             |
| 2023 Antuérpia    | Simone Biles                         | Rebeca Andrade        | Shilese Jones                |

### Salto
| Evento            | Ouro                            | Prata                                        | Bronze                            |
| ----------------- | ------------------------------- | -------------------------------------------- | --------------------------------- |
| 1938 Praga        | Vlasta Dekanová                 | não houve                                    | não houve                         |
| 1950 Basel        | Helena Rakoczy                  | Gertchen Kolar                               | Alexandrine Lemoine               |
| 1954 Roma         | Tamara Manina Anna Petersson    | nenhuma                                      | Evy Berggren                      |
| 1958 Moscou       | Larissa Latynina                | Lidiya Kalinina Tamara Manina Sofia Muratova | nenhuma                           |
| 1962 Praga        | Věra Čáslavská                  | Larissa Latynina                             | Tamara Manina                     |
| 1966 Dortmund     | Věra Čáslavská                  | Erika Zuchold                                | Natalia Kuchinskaya               |
| 1970 Liubliana    | Erika Zuchold                   | Karin Janz                                   | Lyubov Burda Ludmilla Tourischeva |
| 1974 Varna        | Olga Korbut                     | Ludmilla Tourischeva                         | Bozena Perdykulová                |
| 1978 Estrasburgo  | Nellie Kim                      | Nadia Comaneci                               | Steffi Kraker                     |
| 1979 Ft. Worth    | Dumitriţa Turner                | Stella Zakharova                             | Nellie Kim Steffi Kraker          |
| 1981 Moscou       | Maxi Gnauck                     | Stella Zakharova                             | Steffi Kraker                     |
| 1983 Budapeste    | Boriana Stoyanova               | Lavinia Agache Ecaterina Szabo               | nenhuma                           |
| 1985 Montreal     | Yelena Shushunova               | Ecaterina Szabo                              | Dagmar Kersten                    |
| 1987 Roterdã      | Yelena Shushunova               | Eugenia Golea                                | Aurelia Dobre                     |
| 1989 Stuttgart    | Olesya Dudnik                   | Cristina Bontaş Brandy Johnson               | nenhuma                           |
| 1991 Indianapolis | Lavinia Milosovici              | Oksana Chusovitina Henrietta Ónodi           | nenhuma                           |
| 1992 Paris        | Henrietta Ónodi                 | Svetlana Boginskaya                          | Oksana Chusovitina                |
| 1993 Birmingham   | Elena Piskun                    | Lavinia Milosovici                           | Oksana Chusovitina                |
| 1994 Brisbane     | Gina Gogean                     | Svetlana Khorkina                            | Lavinia Milosovici                |
| 1995 Sabae        | Simona Amanar Lilia Podkopayeva | nenhuma                                      | Gina Gogean                       |
| 1996 San Juan     | Gina Gogean                     | Simona Amanar                                | Annia Portuondo                   |
| 1997 Lausanne     | Simona Amanar                   | Zhou Duan                                    | Gina Gogean                       |
| 1999 Tianjin      | Elena Zamolodchikova            | Simona Amanar                                | Maria Olaru                       |
| 2001 Gante        | Svetlana Khorkina               | Oksana Chusovitina                           | Andreea Raducan                   |
| 2002 Debrecen     | Elena Zamolodchikova            | Natalia Ziganchina                           | Oksana Chusovitina                |
| 2003 Anaheim      | Oksana Chusovitina              | Kang Yun-Mi Elena Zamolodchikova             | nenhuma                           |
| 2005 Melbourne    | Cheng Fei                       | Oksana Chusovitina                           | Alicia Sacramone                  |
| 2006 Aarhus       | Cheng Fei                       | Alicia Sacramone                             | Oksana Chusovitina                |
| 2007 Stuttgart    | Cheng Fei                       | Hong Su Jong                                 | Alicia Sacramone                  |
| 2009 Londres      | Kayla Williams                  | Ariella Kaeslin                              | Youna Dufournet                   |
| 2010 Roterdã      | Alicia Sacramone                | Aliya Mustafina                              | Jade Barbosa                      |
| 2011 Tóquio       | McKayla Maroney                 | Oksana Chusovitina                           | Phan Thi Ha Than                  |
| 2013 Antuérpia    | McKayla Maroney                 | Simone Biles                                 | Hong Un Jong                      |
| 2014 Nanning      | Hong Un Jong                    | Simone Biles                                 | MyKayla Skinner                   |
| 2015 Glasgow      | Maria Paseka                    | Hong Un-Jong                                 | Simone Biles                      |
| 2017 Montreal     | Maria Paseka                    | Jade Carey                                   | Giulia Steingruber                |
| 2018 Doha         | Simone Biles                    | Shallon Olsen                                | Alexa Moreno                      |
| 2019 Stuttgart    | Simone Biles                    | Jade Carey                                   | Ellie Downie                      |
| 2021 Kitakyushu   | Rebeca Andrade                  | Asia D'Amato                                 | Angelina Melnikova                |
| 2022 Liverpool    | Jade Carey                      | Jordan Chiles                                | Coline Devillard                  |
| 2023 Antuérpia    | Rebeca Andrade                  | Simone Biles                                 | Yeo Seo-Jeong                     |

### Barras assimétricas
| Evento            | Ouro                                                       | Prata                          | Bronze                            |
| ----------------- | ---------------------------------------------------------- | ------------------------------ | --------------------------------- |
| 1950 Basel        | Gertchen Kolar Anna Pettersson                             | nenhuma                        | Helena Rakoczy                    |
| 1954 Roma         | Ágnes Keleti                                               | Galina Rudiko                  | Helena Rakoczy                    |
| 1958 Moscou       | Larissa Latynina                                           | Eva Bosáková                   | Polina Astakhova                  |
| 1962 Praga        | Irina Pervushina                                           | Eva Bosáková                   | Larissa Latynina                  |
| 1966 Dortmund     | Natalia Kuchinskaya                                        | Keiko Ikeda                    | Taniko Mitsukuri                  |
| 1970 Liubliana    | Karin Janz                                                 | Ludmilla Tourischeva           | Zinaida Voronina                  |
| 1974 Varna        | Annelore Zinke                                             | Olga Korbut                    | Ludmilla Tourischeva              |
| 1978 Estrasburgo  | Marcia Frederick                                           | Elena Mukhina                  | Emilia Eberle                     |
| 1979 Ft. Worth    | Maxi Gnauck Ma Yanhong                                     | nenhuma                        | Emilia Eberle                     |
| 1981 Moscou       | Maxi Gnauck                                                | Ma Yanhong                     | Yelena Davydova Julianne McNamara |
| 1983 Budapeste    | Maxi Gnauck                                                | Lavinia Agache Ecaterina Szabo | nenhuma                           |
| 1985 Montreal     | Gabriele Fähnrich                                          | Dagmar Kersten                 | Hana Ricna                        |
| 1987 Roterdã      | Daniela Silivas Dörte Thümmler                             | nenhuma                        | Yelena Shushunova                 |
| 1989 Stuttgart    | Daniela Silivas Fan Di                                     | nenhuma                        | Olga Strazheva                    |
| 1991 Indianapolis | Kim Gwang-Suk                                              | Tatiana Gutsu Shannon Miller   | nenhuma                           |
| 1992 Paris        | Lavinia Milosovici                                         | Betty Okino                    | Mirela Pasca                      |
| 1993 Birmingham   | Shannon Miller                                             | Dominique Dawes                | Andrea Cacovean                   |
| 1994 Brisbane     | Luo Li                                                     | Svetlana Khorkina              | Dina Kochetkova                   |
| 1995 Sabae        | Svetlana Khorkina                                          | Mo Huilan Lilia Podkopayeva    | nenhuma                           |
| 1996 San Juan     | Svetlana Khorkina Elena Piskun                             | nenhuma                        | Isabelle Severino                 |
| 1997 Lausanne     | Svetlana Khorkina                                          | Meng Fei                       | Bi Wenjing                        |
| 1999 Tianjin      | Svetlana Khorkina                                          | Huang Mandan                   | Ling Jie                          |
| 2001 Gante        | Svetlana Khorkina                                          | Renske Endel                   | Katie Heenan                      |
| 2002 Debrecen     | Courtney Kupets                                            | Oana Petrovschi                | Lyudmila Ezhova                   |
| 2003 Anaheim      | Chellsie Memmel Hollie Vise                                | nenhuma                        | Elizabeth Tweddle                 |
| 2005 Melbourne    | Nastia Liukin                                              | Chellsie Memmel                | Elizabeth Tweddle                 |
| 2006 Aarhus       | Elizabeth Tweddle                                          | Nastia Liukin                  | Vanessa Ferrari                   |
| 2007 Stuttgart    | Ksenia Semenova                                            | Nastia Liukin                  | Yang Yilin                        |
| 2009 Londres      | He Kexin                                                   | Koko Tsurumi                   | Rebecca Bross Ana Porgras         |
| 2010 Roterdã      | Elizabeth Tweddle                                          | Aliya Mustafina                | Rebecca Bross                     |
| 2011 Tóquio       | Viktoria Komova                                            | Tatiana Nabieva                | Huang Qiushuang                   |
| 2013 Antuérpia    | Huang Huidan                                               | Kyla Ross                      | Aliya Mustafina                   |
| 2014 Nanning      | Yao Jinnan                                                 | Huang Huidan                   | Daria Spiridonova                 |
| 2015 Glasgow      | Fan Yilin Viktoria Komova Daria Spiridonova Madison Kocian | nenhuma                        | nenhuma                           |
| 2017 Montreal     | Fan Yilin                                                  | Elena Eremina                  | Nina Derwael                      |
| 2018 Doha         | Nina Derwael                                               | Simone Biles                   | Elisabeth Seitz                   |
| 2019 Stuttgart    | Nina Derwael                                               | Becky Downie                   | Sunisa Lee                        |
| 2021 Kitakyushu   | Wei Xiaoyuan                                               | Rebeca Andrade                 | Luo Rui                           |
| 2022 Liverpool    | Wei Xiaoyuan                                               | Shilese Jones                  | Nina Derwael                      |
| 2023 Antuérpia    | Qiu Qiyuan                                                 | Kaylia Nemour                  | Shilese Jones                     |

### Trave
| Evento            | Ouro                 | Prata                               | Bronze                              |
| ----------------- | -------------------- | ----------------------------------- | ----------------------------------- |
| 1938 Praga        | Vlasta Dekanová      | não houve                           | não houve                           |
| 1950 Basel        | Helena Rakoczy       | Marja Nutt                          | Licia Macchini                      |
| 1954 Roma         | Keiko Ikeda          | Eva Bosáková                        | Ágnes Keleti                        |
| 1958 Moscou       | Larissa Latynina     | Sofia Muratova                      | Keiko Ikeda                         |
| 1962 Praga        | Eva Bosáková         | Larissa Latynina                    | Anikó Ducza Keiko Ikeda             |
| 1966 Dortmund     | Natalia Kuchinskaya  | Věra Čáslavská                      | Larissa Petrik                      |
| 1970 Liubliana    | Erika Zuchold        | Cathy Rigby                         | Larissa Petrik Christina Schmitt    |
| 1974 Varna        | Ludmilla Tourischeva | Olga Korbut                         | Nellie Kim                          |
| 1978 Estrasburgo  | Nadia Comaneci       | Elena Mukhina                       | Emilia Eberle                       |
| 1979 Ft. Worth    | Vera Cerna           | Nellie Kim                          | Regina Grabolle                     |
| 1981 Moscou       | Maxi Gnauck          | Chen Wenyan                         | Tracee Talavera Wu Jiani            |
| 1983 Budapeste    | Olga Mostepanova     | Hana Ricna                          | Lavinia Agache                      |
| 1985 Montreal     | Daniela Silivas      | Ecaterina Szabo                     | Yelena Shushunova                   |
| 1987 Roterdã      | Aurelia Dobre        | Yelena Shushunova                   | Svetlana Boginskaya Ecaterina Szabo |
| 1989 Stuttgart    | Daniela Silivas      | Olesya Dudnik                       | Gabriela Potorac                    |
| 1991 Indianapolis | Svetlana Boginskaya  | Tatiana Gutsu                       | Lavinia Milosovici Betty Okino      |
| 1992 Paris        | Kim Zmeskal          | Li Yifang Maria Neculita            | nenhuma                             |
| 1993 Birmingham   | Lavinia Milosovici   | Dominique Dawes                     | Gina Gogean                         |
| 1994 Brisbane     | Shannon Miller       | Lilia Podkopayeva                   | Oksana Fabritschnova                |
| 1995 Sabae        | Mo Huilan            | Dominique Moceanu Lilia Podkopayeva | nenhuma                             |
| 1996 San Juan     | Dina Kochetkova      | Alexandra Marinescu                 | Dominique Dawes Liu Xuan            |
| 1997 Lausanne     | Gina Gogean          | Svetlana Khorkina                   | Kui Yuanyuan                        |
| 1999 Tianjin      | Ling Jie             | Andreea Raducan                     | Olga Raschupkina                    |
| 2001 Gante        | Andreea Raducan      | Lyudmila Ezhova                     | Sun Xiaojiao                        |
| 2002 Debrecen     | Ashley Postell       | Oana Ban                            | Irina Yarotska                      |
| 2003 Anaheim      | Fan Ye               | Catalina Ponor                      | Lyudmila Ezhova                     |
| 2005 Melbourne    | Nastia Liukin        | Chellsie Memmel                     | Catalina Ponor                      |
| 2006 Aarhus       | Iryna Krasnianska    | Sandra Izbasa                       | Elyse Hopfner-Hibbs                 |
| 2007 Stuttgart    | Nastia Liukin        | Steliana Nistor Li Shanshan         | nenhuma                             |
| 2009 Londres      | Deng Linlin          | Lauren Mitchell                     | Ivana Hong                          |
| 2010 Roterdã      | Ana Porgras          | Rebecca Bross Deng Linlin           | nenhuma                             |
| 2011 Tóquio       | Lu Sui               | Yao Jinnan                          | Jordyn Wieber                       |
| 2013 Antuérpia    | Aliya Mustafina      | Kyla Ross                           | Simone Biles                        |
| 2014 Nanning      | Simone Biles         | Bai Yawen                           | Aliya Mustafina                     |
| 2015 Glasgow      | Simone Biles         | Sanne Wevers                        | Pauline Schäfer                     |
| 2017 Montreal     | Pauline Schäfer      | Morgan Hurd                         | Tabea Alt                           |
| 2018 Doha         | Liu Tingting         | Ana Padurariu                       | Simone Biles                        |
| 2019 Stuttgart    | Simone Biles         | Liu Tingting                        | Li Shijia                           |
| 2021 Kitakyushu   | Urara Ashikawa       | Pauline Schäfer                     | Mai Murakami                        |
| 2022 Liverpool    | Hazuki Watanabe      | Ellie Black                         | Shoko Miyata                        |
| 2023 Antuérpia    | Simone Biles         | Zhou Yaqin                          | Rebeca Andrade                      |

### Solo
| Evento            | Ouro                                | Prata                         | Bronze                              |
| ----------------- | ----------------------------------- | ----------------------------- | ----------------------------------- |
| 1938 Praga        | Matylda Palfyová                    | não houve                     | não houve                           |
| 1950 Basel        | Helena Rakoczy                      | Tereza Kocis                  | Stefania Reindlowa                  |
| 1954 Roma         | Tamara Manina                       | Eva Bosáková                  | Maria Gorokhovskaya                 |
| 1958 Moscou       | Eva Bosáková                        | Larissa Latynina              | Keiko Ikeda                         |
| 1962 Praga        | Larissa Latynina                    | Irina Pervuschina             | Věra Čáslavská                      |
| 1966 Dortmund     | Natalia Kuchinskaya                 | Věra Čáslavská                | Zinaida Druzhinina                  |
| 1970 Liubliana    | Ludmilla Tourischeva                | Olga Karaseva                 | Zinaida Voronina                    |
| 1974 Varna        | Ludmilla Tourischeva                | Olga Korbut                   | Elvira Saadi Rusudan Sikharulidze   |
| 1978 Estrasburgo  | Elena Mukhina Nellie Kim            | nenhuma                       | Emilia Eberle Kathy Johnson         |
| 1979 Ft. Worth    | Emilia Eberle                       | Nellie Kim                    | Melita Ruhn                         |
| 1981 Moscou       | Natalya Ilyenko                     | Yelena Davydova               | Zoia Grantcharova                   |
| 1983 Budapeste    | Ecaterina Szabo                     | Olga Mostepanova              | Boriana Stoyanova                   |
| 1985 Montreal     | Oksana Omelianchik                  | Yelena Shushunova             | Ulrike Klotz                        |
| 1987 Roterdã      | Daniela Silivas Yelena Shushunova   | nenhuma                       | Aurelia Dobre                       |
| 1989 Stuttgart    | Daniela Silivas Svetlana Boginskaya | nenhuma                       | Cristina Bontaş                     |
| 1991 Indianapolis | Cristina Bontaş Oksana Chusovitina  | nenhuma                       | Kim Zmeskal                         |
| 1992 Paris        | Kim Zmeskal                         | Henrietta Ónodi               | Tatiana Lysenko Maria Neculita      |
| 1993 Birmingham   | Shannon Miller                      | Gina Gogean                   | Natalia Bobrova                     |
| 1994 Brisbane     | Dina Kochetkova                     | Lavinia Milosovici            | Gina Gogean                         |
| 1995 Sabae        | Gina Gogean                         | Ji Liya                       | Ludivine Furnon                     |
| 1996 San Juan     | Gina Gogean Kui Yuanyuan            | nenhuma                       | Lavinia Milosovici Lyubov Sheremeta |
| 1997 Lausanne     | Gina Gogean                         | Svetlana Khorkina             | Elena Produnova                     |
| 1999 Tianjin      | Andreea Raducan                     | Simona Amanar                 | Svetlana Khorkina                   |
| 2001 Gante        | Andreea Raducan                     | Daniele Hypólito              | Svetlana Khorkina                   |
| 2002 Debrecen     | Elena Gómez                         | Verona van der Leur           | Samantha Sheehan                    |
| 2003 Anaheim      | Daiane dos Santos                   | Catalina Ponor                | Elena Gómez                         |
| 2005 Melbourne    | Alicia Sacramone                    | Nastia Liukin                 | Suzanne Harmes                      |
| 2006 Aarhus       | Cheng Fei                           | Jana Bieger                   | Vanessa Ferrari                     |
| 2007 Stuttgart    | Shawn Johnson                       | Alicia Sacramone              | Cassy Vericel                       |
| 2009 Londres      | Elizabeth Tweddle                   | Lauren Mitchell               | Lu Sui                              |
| 2010 Roterdã      | Lauren Mitchell                     | Diana Chelaru Aliya Mustafina | nenhuma                             |
| 2011 Tóquio       | Ksenia Afanasyeva                   | Lu Sui                        | Alexandra Raisman                   |
| 2013 Antuérpia    | Simone Biles                        | Vanessa Ferrari               | Larisa Iordache                     |
| 2014 Nanning      | Simone Biles                        | Larisa Iordache               | Aliya Mustafina                     |
| 2015 Glasgow      | Simone Biles                        | Ksenia Afanasyeva             | Maggie Nichols                      |
| 2017 Montreal     | Mai Murakami                        | Jade Carey                    | Claudia Fragapane                   |
| 2018 Doha         | Simone Biles                        | Morgan Hurd                   | Mai Murakami                        |
| 2019 Stuttgart    | Simone Biles                        | Sunisa Lee                    | Angelina Melnikova                  |
| 2021 Kitakyushu   | Mai Murakami                        | Angelina Melnikova            | Leanne Wong                         |
| 2022 Liverpool    | Jessica Gadirova                    | Jordan Chiles                 | Rebeca Andrade Jade Carey           |
| 2023 Antuérpia    | Simone Biles                        | Rebeca Andrade                | Flávia Saraiva                      |

### Equipe
| Evento            | Ouro | Prata | Bronze |
| ----------------- | --- | --- | --- |
| 1934 Budapeste    | Tchecoslováquia · Maria Bajerová · Vlasta Dekanová · Vlasta Foltová · Eleonora Hajková · Vlasta Jarusková · Zdenka Vermirovská                                       | Hungria · Lenke Balkanyi · Judith Gamaufne-Toth · Anna Kael · Margit Kalocsai · Maria Munkacsi · Jenöne Varga                                                          | Polónia · Helena Dylevska · Irena Mikulska · Zofia Pavlovska · Erna Szymova · Klara Sieronska · Janina Skirlinka                                                |
| 1938 Praga        | Tchecoslováquia · Maria Bajerová · Vlasta Dekanová · Bozena Dobesova · Vlasta Foltová · Eleonora Hajková · Vlasta Jarusková · Matylda Palffyova · Zdenka Vermirovská | Iugoslávia · Anica Haffner · Elca Kovacic · Marta Podpac · Marta Pusztisek · Dusica Radivojevic · Lidija Rupnik · Milena Sket · Jelica Vazzaz                          | Polónia · Janina Luczynska · Marta Majovska · Vislava Noskievicz · Matylda Osadnik · Janina Skirlinska · Urszula Stepinska · Urszula Vasz · Julia Vojciechovska |
| 1950 Basel        | Suécia · Evy Berggren · Vanha Blomberg · Karin Lindberg · Gunnel Ljungström · Hjördis Nordin · Ann-Sofi Pettersson · Göta Pettersson · Ingrid Sandahl                | França · Ginette Durand · Colette Hue · Madeleine Jouffroy · Alexandra Lemoine · Liliane Montagne · Christine Palau · Irene Pittelioen · Jeanette Vogelbacher          | Itália · Renata Bianchi · Licia Macchini · Laura Micheli · Anna Monlarini · Wanda Nuti · Elena Santoni · Liliana Scaricabarozzi · Liliana Torriani              |
| 1954 Roma         | União Soviética · Nina Bocharova · Pelageya Danilova · Maria Gorokhovskaya · Larissa Latynina · Tamara Manina · Sofia Muratova · Galina Rudko · Galina Sarabidze     | Hungria · Ágnes Keleti · Eva Banati · Ilona Banhegyine Milanovits · Iren Daruhazine · Erzsebet Gulyasne Köteles · Aliz Kertesz · Olga Lemhenyine Tass · Edit Weckinger | Tchecoslováquia · Eva Bosáková · Miroslava Brdicková · Alena Chadimová · Věra Drazdíková · Zdena Lizkova · Anna Marejková · Alena Reichová · Věra Vancurová     |
| 1958 Moscou       | União Soviética · Polina Astakhova · Raisa Borisova · Lidia Kalinina · Larissa Latynina · Tamara Manina · Sofia Muratova                                             | Tchecoslováquia · Eva Bosáková · Věra Čáslavská · Anna Marejková · Matylda Matousková · Ludmila Svédová · Adolfina Tacová                                              | Roménia · Elena Dobrovolschi-Niculescu · Anastasia Ionescu · Sonia Iovan · Emilia Lita · Ileana Petrosanu · Elena Teodorescu-Leustean                           |
| 1962 Praga        | União Soviética · Polina Astakhova · Lidia Ivanova · Larissa Latynina · Tamara Manina · Sofia Muratova · Irina Pervushina                                            | Tchecoslováquia · Eva Bosáková · Věra Čáslavská · Libuse Cmiralova · Hana Ruzicková · Ludmilla Svédová · Adolfina Tkcíková-Tacová                                      | Japão · Ginko Abukawa · Keiko Ikeda · Taniko Nakamura · Kiyoko Ono · Toshiko Shirasu · Hiroko Tsuji                                                             |
| 1966 Dortmund     | Tchecoslováquia · Věra Čáslavská · Jindra Kostálová · Mária Krajcírová · Jana Kubicková · Bohumila Rimnácova · Jaroslava Sedlácková                                  | União Soviética · Polina Astakhova · Zinaida Voronina · Olga Kharlova · Natalia Kuchinskaya · Larissa Latynina · Larissa Petrik                                        | Japão · Yasuko Furuyama · Keiko Ikeda · Hiroko Ikenaga · Mitsuko Kandori · Taniko Mitsukuri · Taki Shibuya                                                      |
| 1970 Liubliana    | União Soviética · Lyubov Burda · Olga Karaseva · Tamara Lazakovich · Larissa Petrik · Ludmilla Tourischeva · Zinaida Voronina                                        | Alemanha Oriental · Angelika Hellmann · Karin Janz · Marianne Noack · Richarda Schmeiber · Christine Schmitt · Erika Zuchold                                           | Tchecoslováquia · Sona Brázdová · Luba Krasna · Hana Lisková · Marianna Nemetova-Krajcirova · Bohumila Rimnácová · Marcella Váchová                             |
| 1974 Varna        | União Soviética · Nina Dronova · Nellie Kim · Olga Korbut · Elvira Saadi · Rusudan Sikharulidze · Ludmilla Tourischeva                                               | Alemanha Oriental · Richarda Schmeiber · Bärbel Röhrich · Heike Gerisch · Irene Abel · Angelika Hellmann · Annelore Zinke                                              | Hungria · Krisztina Medveczky · Zsuzsa Nagy · Marta Egervari · Monika Csaszar · Agnes Banfai · Zsuzsa Matulai                                                   |
| 1978 Estrasburgo  | União Soviética · Maria Filatova · Natalia Shaposhnikova · Elena Mukhina · Nellie Kim · Svetlana Agapova · Tatiana Arzhannikova                                      | Roménia · Nadia Comaneci · Emilia Eberle · Marilena Neacsu · Teodora Ungureanu · Anca Grigoras · Marilena Vladarau                                                     | Alemanha Oriental · Steffi Kräker · Silvia Hindorff · Birgit Süb · Heike Kunhardt · Karola Sube · Ute Wittwer                                                   |
| 1979 Ft. Worth    | Roménia · Nadia Comaneci · Rodica Dunca · Emilia Eberle · Melita Ruhn · Dumitrita Turner · Marilena Vladarau                                                         | União Soviética · Maria Filatova · Nellie Kim · Elena Naimushina · Natalia Shaposhnikova · Natalia Tereschenko · Stella Zakharova                                      | Alemanha Oriental · Maxi Gnauck · Regina Grabolle · Silvia Hindorff · Steffi Kräker · Katharina Rensch · Karola Sube                                            |
| 1981 Moscou       | União Soviética · Yelena Davydova · Olga Bicherova · Maria Filatova · Stella Zakharova · Elena Polevaya · Natalia Ilienko                                            | China · Ma Yanhong · Chen Wenyan · Zhu Zheng · Wu Jiani · Wen Jia · Li Cuiling                                                                                         | Alemanha Oriental · Steffi Kräker · Annett Lindner · Birgit Senff · Kerstin Jakobs · Franka Voigt · Maxi Gnauck                                                 |
| 1983 Budapeste    | União Soviética · Olga Bicherova · Tatiana Frolova · Natalia Ilienko · Olga Mostepanova · Albina Shishova · Natalia Yurchenko                                        | Roménia · Lavinia Agache · Mirela Barbalata · Laura Cutina · Simona Renciu · Mihaela Stanulet · Ecaterina Szabo                                                        | Alemanha Oriental · Maxi Gnauck · Gabriele Fahnrich · Astrid Heese · Diana Morawe · Silvia Rau · Bettina Schieferdecker                                         |
| 1985 Montreal     | União Soviética · Irina Baraksanova · Vera Kolesnikova · Olga Mostepanova · Oksana Omelianchik · Yelena Shushunova · Natalia Yurchenko                               | Roménia · Laura Cutina · Eugenia Golea · Celestina Popa · Daniela Silivas · Ecaterina Szabo · Camelia Voinea                                                           | Alemanha Oriental · Gabriele Fahnrich · Jana Furhmann · Martina Jentsch · Dagmar Kersten · Ulrike Klotz · Jana Vogel                                            |
| 1987 Roterdã      | Roménia · Aurelia Dobre · Eugenia Golea · Celestina Popa · Daniela Silivas · Ecaterina Szabo · Camelia Voinea                                                        | União Soviética · Svetlana Baitova · Svetlana Boginskaya · Elena Gurova · Oksana Omelianchik · Yelena Shushunova · Tatiana Tuzhikova                                   | Alemanha Oriental · Gabriele Fahnrich · Astrid Heese · Martina Jentsch · Ulrike Klotz · Klaudia Rapp · Dorte Thummler                                           |
| 1989 Stuttgart    | União Soviética · Svetlana Baitova · Svetlana Boginskaya · Olesya Dudnik · Natalia Lashenova · Elena Sazonenkova · Olga Strazheva                                    | Roménia · Cristina Bontas · Aurelia Dobre · Lacramioara Filip · Eugenia Popa · Gabriela Potorac · Daniela Silivas                                                      | China · Chen Cuiting · Fan Di · Li Yan · Ma Ying · Wang Wenjing · Yang Bo                                                                                       |
| 1991 Indianapolis | União Soviética · Svetlana Boginskaya · Tatiana Gutsu · Tatiana Lysenko · Oksana Chusovitina · Rozalia Galiyeva · Natalia Kalinina                                   | Estados Unidos · Shannon Miller · Kim Zmeskal · Betty Okino · Kerri Strug · Michelle Campi · Hilary Grivich                                                            | Roménia · Cristina Bontas · Mirela Pasca · Lavinia Milosovici · Vanda Hadarean · Maria Neculita · Eugenia Popa                                                  |
| 1994 Brisbane     | Roménia · Simona Amanar · Gina Gogean · Nadia Hategan · Ionela Loaies · Daniela Maranduca · Lavinia Milosovici · Claudia Presacan                                    | Estados Unidos · Amanda Borden · Amy Chow · Dominique Dawes · Larissa Fontaine · Shannon Miller · Jaycie Phelps · Kerri Strug                                          | Rússia · Svetlana Khorkina · Oksana Fabritschnova · Elena Grosheva · Natalia Ivanova · Dina Kochetkova · Elena Lebedeva · Evgenia Rodina                        |
| 1995 Sabae        | Roménia · Simona Amanar · Andreea Cacovean · Gina Gogean · Nadia Hategan · Alexandra Marinescu · Lavinia Milosovici · Claudia Presacan                               | China · Bi Wenjing · Ji Liya · Liu Xuan · Mao Yanling · Meng Fei · Mo Huilan · Qiao Ya                                                                                 | Estados Unidos · Mary Beth Arnold · Theresa Kulikowski · Shannon Miller · Dominique Moceanu · Jaycie Phelps · Kerri Strug · Doni Thompson                       |
| 1997 Lausanne     | Roménia · Simona Amanar · Gina Gogean · Alexandra Marinescu · Claudia Presacan · Mirela Tugurlan · Corina Ungureanu                                                  | Rússia · Svetlana Khorkina · Elena Dolgopolova · Elena Grosheva · Svetlana Bakhtina · Evgenia Kuznetsova · Elena Produnova                                             | China · Bi Wenjing · Kui Yuanyuan · Liu Xuan · Meng Fei · Mo Huilan · Zhou Duan                                                                                 |
| 1999 Tianjin      | Roménia · Simona Amanar · Loredana Boboc · Andreea Isarescu · Maria Olaru · Corina Ungureanu · Andreea Raducan                                                       | Rússia · Svetlana Khorkina · Anna Kovalyova · Evgenia Kuznetsova · Elena Produnova · Elena Zamolodchikova · Ekaterina Lobazniuk                                        | Ucrânia · Olga Raschoupkina · Natalia Hordny · Viktoria Karpenko · Tatiana Yarosh · Inna Skarupa · Olga Teslesko                                                |
| 2001 Gante        | Roménia · Andreea Raducan · Loredana Boboc · Andrea Ulmeanu · Silvia Stroescu · Sabina Cojocar · Carmen Ionescu                                                      | Rússia · Svetlana Khorkina · Lyudmila Ezhova · Elena Zamolodchikova · Maria Zassypkina · Natalia Ziganshina                                                            | Estados Unidos · Mohini Bhardwaj · Katie Heenan · Ashley Miles · Tasha Schwikert · Rachel Tidd · Tabitha Yim                                                    |
| 2003 Anaheim      | Estados Unidos · Courtney Kupets · Terin Humphrey · Chellsie Memmel · Carly Patterson · Tasha Schwikert · Hollie Vise                                                | Roménia · Oana Ban · Alexandra Eremia · Florica Leonida · Aura Andreea Munteanu · Catalina Ponor · Monica Rosu                                                         | Austrália · Monette Russo · Allana Slater · Belinda Archer · Jacqueline Dunn                                                                                    |
| 2006 Aarhus       | China · Zhou Zhuoru · Zhang Nan · Cheng Fei · Pang Panpan · He Ning · Li Ya                                                                                          | Estados Unidos · Jana Bieger · Chellsie Memmel · Alicia Sacramone · Nastia Liukin · Natasha Kelley · Ashley Priess                                                     | Rússia · Svetlana Klyukina · Kristina Pravdina · Polina Miller · Elena Zamolodchikova · Anna Pavlova · Anna Grudko                                              |
| 2007 Stuttgart    | Estados Unidos · Shawn Johnson · Nastia Liukin · Alicia Sacramone · Shayla Worley · Samantha Peszek · Ivana Hong                                                     | China · Cheng Fei · He Ning · Jiang Yuyuan · Xiao Sha · Yang Yilin · Li Shanshan                                                                                       | Roménia · Catalina Ponor · Sandra Izbasa · Steliana Nistor · Cerasela Patrascu · Daniela Druncea · Andreea Grigore                                              |
| 2010 Roterdã      | Rússia · Ksenia Afanasyeva · Aliya Mustafina · Tatiana Nabieva · Ksenia Semenova · Ekaterina Kurbatova · Anna Dementyeva                                             | Estados Unidos · Rebecca Bross · Mackenzie Caquatto · Bridget Sloan · Mattie Larson · Alexandra Raisman · Alicia Sacramone                                             | China · Jiang Yuyuan · He Kexin · Lu Sui · Huang Qiushuang · Deng Linlin · Yang Yilin                                                                           |
| 2011 Tóquio       | Estados Unidos · Sabrina Vega · Jordyn Wieber · McKayla Maroney · Alexandra Raisman · Gabrielle Douglas · Anna Li                                                    | Rússia · Ksenia Afanasyeva · Viktoria Komova · Anna Dementyeva · Yulia Belokobylskaya · Tatiana Nabieva · Yulia Inshina                                                | China · Huang Qiushuang · Yao Jinnan · Tan Sixin · Lu Sui · Jiang Yuyuan · He Kexin                                                                             |
| 2014 Nanning      | Estados Unidos · Alyssa Baumann · Simone Biles · Madison Kocian · Ashton Locklear · Kyla Ross · MyKayla Skinner                                                      | China · Bai Yawen · Chen Siyi · Huang Huidan · Shang Chunsong · Tan Jiaxin · Yao Jinnan                                                                                | Rússia · Maria Kharenkova · Ekaterina Kramarenko · Aliya Mustafina · Tatiana Nabieva · Alla Sosnitskaya · Daria Spiridonova                                     |
| 2015 Glasgow      | Estados Unidos · Simone Biles · Gabrielle Douglas · Brenna Dowell · Madison Kocian · Maggie Nichols · Alexandra Raisman                                              | China · Chen Siyi · Fan Yilin · Mao Yi · Shang Chunsong · Tan Jiaxin · Wang Yan                                                                                        | Reino Unido · Becky Downie · Ellie Downie · Claudia Fragapane · Ruby Harrold · Kelly Simm · Amy Tinkler                                                         |
| 2018 Doha         | Estados Unidos · Simone Biles · Kara Eaker · Morgan Hurd · Grace McCallum · Ragan Smith · Riley McCusker                                                             | Rússia · Lilia Akhaimova · Irina Alexeeva · Angelina Melnikova · Aliya Mustafina · Angelina Simakova · Daria Spiridonova                                               | China · Chen Yile · Liu Tingting · Liu Jinru · Luo Huan · Du Siyu · Zhang Jin                                                                                   |
| 2019 Stuttgart    | Estados Unidos · Simone Biles · Jade Carey · Kara Eaker · Sunisa Lee · Grace McCallum                                                                                | Rússia · Anastasia Agafanova · Lilia Akhaimova · Angelina Melnikova · Aleksandra Shchekoldina · Daria Spiridonova                                                      | Itália · Desirée Carofiglio · Alice D'Amato · Asia D'Amato · Elisa Iorio · Giorgia Villa                                                                        |
| 2022 Liverpool    | Estados Unidos · Skye Blakely · Jade Carey · Jordan Chiles · Shilese Jones · Leanne Wong · Lexi Zeiss                                                                | Reino Unido · Ondine Achampong · Georgia-Mae Fenton · Jennifer Gadirova · Jessica Gadirova · Alice Kinsella · Poppy-Grace Stickler                                     | Canadá · Ellie Black · Laurie Denommée · Danelle Pedrick · Emma Spence · Sydney Turner · Shallon Olsen                                                          |
| 2023 Antuérpia    | Estados Unidos · Simone Biles · Skye Blakely · Shilese Jones · Joscelyn Roberson · Leanne Wong · Kayla DiCello                                                       | Brasil · Rebeca Andrade · Jade Barbosa · Lorrane Oliveira · Flávia Saraiva · Júlia Soares · Carolyne Pedro                                                             | França · Marine Boyer · Lorette Charpy · Mélanie de Jesus dos Santos · Coline Devillard · Morgane Osyssek · Djenna Laroui                                       |

## Quadro de medalhas
Ranking de desempenho por nação, separado por tipo de competição, atualizado após o campeonato mundial de 2023 (critério de desempate: medalha mais recente).

### Individual geral
| Pos.  | Nação                        | Medalha de ouro | Medalha de prata | Medalha de bronze | Total |
| ----- | ---------------------------- | --------------- | ---------------- | ----------------- | ----- |
| 1     | Estados Unidos               | 14              | 8                | 5                 | 27    |
| 2     | União Soviética              | 12              | 8                | 6                 | 26    |
| 3     | Rússia                       | 4               | 3                | 6                 | 13    |
| 4     | Tchecoslováquia              | 3               | 4                | 1                 | 8     |
| 5     | Roménia                      | 2               | 5                | 8                 | 15    |
| 6     | Brasil                       | 1               | 1                | 1                 | 3     |
| 7     | Ucrânia                      | 1               | 1                | 1                 | 3     |
| 8     | Polónia                      | 1               | 0                | 2                 | 3     |
| 9     | Itália                       | 1               | 0                | 1                 | 2     |
| 10    | Federação Russa de Ginástica | 1               | 0                | 0                 | 1     |
| 11    | China                        | 0               | 2                | 2                 | 4     |
| 12    | Alemanha Oriental            | 0               | 2                | 2                 | 4     |
| 13    | Japão                        | 0               | 1                | 2                 | 3     |
| 14    | Canadá                       | 0               | 1                | 0                 | 1     |
| 15    | Suécia                       | 0               | 1                | 0                 | 1     |
| 16    | Hungria                      | 0               | 1                | 0                 | 1     |
| 17    | Reino Unido                  | 0               | 0                | 1                 | 1     |
| 18    | Austrália                    | 0               | 0                | 1                 | 1     |
| 19    | Áustria                      | 0               | 0                | 1                 | 1     |
| Total | Total                        | 40              | 38               | 40                | 118   |

### Salto
| Pos.  | Nação                                | Medalha de ouro | Medalha de prata | Medalha de bronze | Total |
| ----- | ------------------------------------ | --------------- | ---------------- | ----------------- | ----- |
| 1     | União Soviética                      | 9               | 8                | 5                 | 22    |
| 2     | Estados Unidos                       | 7               | 8                | 4                 | 19    |
| 3     | Roménia                              | 6               | 9                | 6                 | 21    |
| 4     | Rússia                               | 3               | 4                | 0                 | 7     |
| 5     | China                                | 3               | 1                | 0                 | 4     |
| 6     | Tchecoslováquia                      | 3               | 0                | 1                 | 4     |
| 7     | Alemanha Oriental                    | 2               | 2                | 4                 | 8     |
| 8     | Brasil                               | 2               | 0                | 1                 | 3     |
| 9     | Coreia do Norte                      | 1               | 3                | 1                 | 5     |
| 10    | Uzbequistão                          | 1               | 2                | 2                 | 5     |
| 11    | Hungria                              | 1               | 1                | 0                 | 2     |
| 12    | Suécia                               | 1               | 0                | 1                 | 2     |
| 13    | Ucrânia                              | 1               | 0                | 0                 | 1     |
| 14    | Bielorrússia                         | 1               | 0                | 0                 | 1     |
| 15    | Bulgária                             | 1               | 0                | 0                 | 1     |
| 16    | Polónia                              | 1               | 0                | 0                 | 1     |
| 17    | Suíça                                | 0               | 1                | 1                 | 2     |
| 18    | Alemanha                             | 0               | 1                | 1                 | 2     |
| 19    | Comunidade dos Estados Independentes | 0               | 1                | 1                 | 2     |
| 20    | Itália                               | 0               | 1                | 0                 | 1     |
| 21    | Canadá                               | 0               | 1                | 0                 | 1     |
| 22    | Áustria                              | 0               | 1                | 0                 | 1     |
| 23    | França                               | 0               | 0                | 3                 | 3     |
| 24    | Coreia do Sul                        | 0               | 0                | 1                 | 1     |
| 25    | Federação Russa de Ginástica         | 0               | 0                | 1                 | 1     |
| 26    | Reino Unido                          | 0               | 0                | 1                 | 1     |
| 27    | México                               | 0               | 0                | 1                 | 1     |
| 28    | Vietname                             | 0               | 0                | 1                 | 1     |
| 29    | Cuba                                 | 0               | 0                | 1                 | 1     |
| Total | Total                                | 37              | 37               | 24                | 98    |

### Barras assimétricas
| Pos.  | Nação             | Medalha de ouro | Medalha de prata | Medalha de bronze | Total |
| ----- | ----------------- | --------------- | ---------------- | ----------------- | ----- |
| 1     | China             | 11              | 5                | 5                 | 21    |
| 2     | Rússia            | 9               | 4                | 4                 | 17    |
| 3     | Estados Unidos    | 7               | 9                | 6                 | 22    |
| 4     | Alemanha Oriental | 7               | 1                | 0                 | 8     |
| 5     | União Soviética   | 3               | 5                | 7                 | 15    |
| 6     | Roménia           | 3               | 3                | 5                 | 11    |
| 7     | Reino Unido       | 2               | 1                | 2                 | 5     |
| 8     | Bélgica           | 2               | 0                | 2                 | 4     |
| 9     | Bielorrússia      | 1               | 0                | 0                 | 1     |
| 10    | Coreia do Norte   | 1               | 0                | 0                 | 1     |
| 11    | Hungria           | 1               | 0                | 0                 | 1     |
| 12    | Áustria           | 1               | 0                | 0                 | 1     |
| 13    | Suécia            | 1               | 0                | 0                 | 1     |
| 14    | Japão             | 0               | 2                | 1                 | 3     |
| 15    | Tchecoslováquia   | 0               | 2                | 1                 | 3     |
| 16    | Argélia           | 0               | 1                | 0                 | 1     |
| 17    | Brasil            | 0               | 1                | 0                 | 1     |
| 18    | Países Baixos     | 0               | 1                | 0                 | 1     |
| 19    | Ucrânia           | 0               | 1                | 0                 | 1     |
| 20    | Polónia           | 0               | 0                | 2                 | 2     |
| 21    | Alemanha          | 0               | 0                | 1                 | 1     |
| 22    | Itália            | 0               | 0                | 1                 | 1     |
| 23    | França            | 0               | 0                | 1                 | 1     |
| Total | Total             | 49              | 36               | 38                | 123   |

### Solo
| Pos.  | Nação                        | Medalha de ouro | Medalha de prata | Medalha de bronze | Total |
| ----- | ---------------------------- | --------------- | ---------------- | ----------------- | ----- |
| 1     | União Soviética              | 12              | 8                | 5                 | 25    |
| 2     | Estados Unidos               | 10              | 7                | 7                 | 24    |
| 3     | Roménia                      | 10              | 6                | 8                 | 24    |
| 4     | Rússia                       | 2               | 3                | 6                 | 11    |
| 5     | China                        | 2               | 2                | 1                 | 5     |
| 6     | Tchecoslováquia              | 2               | 1                | 1                 | 4     |
| 7     | Japão                        | 2               | 0                | 2                 | 4     |
| 8     | Reino Unido                  | 2               | 0                | 1                 | 3     |
| 9     | Brasil                       | 1               | 2                | 2                 | 5     |
| 10    | Austrália                    | 1               | 1                | 0                 | 2     |
| 11    | Espanha                      | 1               | 0                | 1                 | 2     |
| 12    | Polónia                      | 1               | 0                | 1                 | 2     |
| 13    | Iugoslávia                   | 0               | 2                | 0                 | 2     |
| 14    | Itália                       | 0               | 1                | 1                 | 2     |
| 15    | Países Baixos                | 0               | 1                | 1                 | 2     |
| 16    | Federação Russa de Ginástica | 0               | 1                | 0                 | 1     |
| 17    | Hungria                      | 0               | 1                | 0                 | 1     |
| 18    | França                       | 0               | 0                | 2                 | 2     |
| 19    | Ucrânia                      | 0               | 0                | 2                 | 2     |
| 20    | Bulgária                     | 0               | 0                | 2                 | 2     |
| 21    | Alemanha Oriental            | 0               | 0                | 1                 | 1     |
| Total | Total                        | 46              | 36               | 44                | 126   |

### Trave
| Pos.  | Nação             | Medalha de ouro | Medalha de prata | Medalha de bronze | Total |
| ----- | ----------------- | --------------- | ---------------- | ----------------- | ----- |
| 1     | Estados Unidos    | 9               | 7                | 7                 | 23    |
| 2     | Roménia           | 8               | 8                | 7                 | 23    |
| 3     | China             | 6               | 8                | 5                 | 19    |
| 4     | União Soviética   | 5               | 8                | 5                 | 18    |
| 5     | Tchecoslováquia   | 3               | 3                | 0                 | 6     |
| 6     | Japão             | 3               | 0                | 4                 | 7     |
| 7     | Rússia            | 2               | 2                | 3                 | 7     |
| 8     | Alemanha Oriental | 2               | 0                | 2                 | 4     |
| 9     | Ucrânia           | 1               | 2                | 2                 | 5     |
| 10    | Alemanha          | 1               | 1                | 2                 | 4     |
| 11    | Polónia           | 1               | 0                | 0                 | 1     |
| 12    | Canadá            | 0               | 2                | 1                 | 3     |
| 13    | Itália            | 0               | 1                | 1                 | 2     |
| 14    | Países Baixos     | 0               | 1                | 0                 | 1     |
| 15    | Austrália         | 0               | 1                | 0                 | 1     |
| 16    | Hungria           | 0               | 0                | 2                 | 2     |
| 17    | Brasil            | 0               | 0                | 1                 | 1     |
| Total | Total             | 46              | 36               | 44                | 126   |

### Equipe
| Pos.  | Nação             | Medalha de ouro | Medalha de prata | Medalha de bronze | Total |
| ----- | ----------------- | --------------- | ---------------- | ----------------- | ----- |
| 1     | União Soviética   | 11              | 3                | 0                 | 14    |
| 2     | Estados Unidos    | 9               | 4                | 2                 | 15    |
| 3     | Roménia           | 7               | 5                | 3                 | 15    |
| 4     | Tchecoslováquia   | 3               | 2                | 2                 | 6     |
| 5     | Rússia            | 1               | 6                | 3                 | 10    |
| 6     | China             | 1               | 5                | 5                 | 11    |
| 7     | Suécia            | 1               | 0                | 0                 | 1     |
| 8     | Alemanha Oriental | 0               | 2                | 6                 | 8     |
| 9     | Hungria           | 0               | 2                | 1                 | 3     |
| 10    | França            | 0               | 1                | 1                 | 2     |
| 11    | Reino Unido       | 0               | 1                | 1                 | 2     |
| 12    | Brasil            | 0               | 1                | 0                 | 1     |
| 13    | Iugoslávia        | 0               | 1                | 0                 | 1     |
| 14    | Itália            | 0               | 0                | 2                 | 2     |
| 15    | Japão             | 0               | 0                | 2                 | 2     |
| 16    | Polónia           | 0               | 0                | 2                 | 2     |
| 17    | Canadá            | 0               | 0                | 1                 | 1     |
| 18    | Austrália         | 0               | 0                | 1                 | 1     |
| 19    | Ucrânia           | 0               | 0                | 1                 | 1     |
| Total | Total             | 33              | 33               | 33                | 99    |

### Geral
| Pos.  | Nação                                | Medalha de ouro | Medalha de prata | Medalha de bronze | Total |
| ----- | ------------------------------------ | --------------- | ---------------- | ----------------- | ----- |
| 1     | Estados Unidos                       | 56              | 43               | 31                | 130   |
| 2     | União Soviética                      | 52              | 40               | 28                | 120   |
| 3     | Roménia                              | 36              | 36               | 37                | 109   |
| 4     | China                                | 23              | 23               | 18                | 64    |
| 5     | Rússia                               | 21              | 22               | 22                | 65    |
| 6     | Tchecoslováquia                      | 14              | 12               | 6                 | 32    |
| 7     | Alemanha Oriental                    | 11              | 7                | 15                | 33    |
| 8     | Japão                                | 5               | 3                | 11                | 19    |
| 9     | Brasil                               | 4               | 5                | 5                 | 14    |
| 10    | Reino Unido                          | 4               | 2                | 6                 | 12    |
| 11    | Polónia                              | 4               | 0                | 7                 | 11    |
| 12    | Ucrânia                              | 3               | 4                | 6                 | 13    |
| 13    | Suécia                               | 3               | 1                | 1                 | 5     |
| 14    | Hungria                              | 2               | 5                | 3                 | 10    |
| 15    | Coreia do Norte                      | 2               | 3                | 1                 | 6     |
| 16    | Bélgica                              | 2               | 0                | 2                 | 4     |
| 17    | Bielorrússia                         | 2               | 0                | 2                 | 4     |
| 18    | Itália                               | 1               | 3                | 6                 | 10    |
| 19    | Alemanha                             | 1               | 2                | 4                 | 7     |
| 20    | Austrália                            | 1               | 2                | 2                 | 5     |
| 21    | Uzbequistão                          | 1               | 2                | 2                 | 5     |
| 22    | Federação Russa de Ginástica         | 1               | 1                | 1                 | 3     |
| 23    | Austrália                            | 1               | 1                | 1                 | 3     |
| 24    | Bulgária                             | 1               | 0                | 2                 | 3     |
| 25    | Espanha                              | 1               | 0                | 1                 | 2     |
| 26    | Canadá                               | 0               | 4                | 2                 | 6     |
| 27    | Países Baixos                        | 0               | 3                | 1                 | 4     |
| 28    | Iugoslávia                           | 0               | 3                | 0                 | 3     |
| 29    | França                               | 0               | 1                | 7                 | 8     |
| 30    | Suíça                                | 0               | 1                | 1                 | 2     |
| 31    | Comunidade dos Estados Independentes | 0               | 1                | 1                 | 2     |
| 32    | Argentina                            | 0               | 1                | 0                 | 1     |
| 33    | Coreia do Sul                        | 0               | 0                | 1                 | 1     |
| 34    | México                               | 0               | 0                | 1                 | 1     |
| 35    | Vietname                             | 0               | 0                | 1                 | 1     |
| 36    | Cuba                                 | 0               | 0                | 1                 | 1     |
| Total | Total                                | 252             | 231              | 234               | 717   |